# Ocnița (okręg Bistrița-Năsăud)
Ocnița – wieś w Rumunii, w okręgu Bistrița-Năsăud, w gminie Teaca. W 2011 roku liczyła 960 mieszkańców.